# Cá heo mũi hếch Australia
Cá heo mũi hếch Australia (Danh pháp khoa học: Orcaella heinsohni) là một loài cá heo sống ngoài khơi bờ biển phía bắc Úc. Nó rất giống loài cá heo Irrawaddy (trong cùng chi Orcaella) và chỉ mới được mô tả thành một loài riêng biệt từ năm 2005. Loài này có 3 màu, còn cá heo Irrawaddy chỉ có 2 màu. Hộp sọ và vây của nó cũng thể hiện những khác biệt nhỏ giữa hai loài trên.
Con cái cá heo mũi hếch Australia có thể dài đến 230 cm và con đực dài đến 270 cm.